# Ken-ken
Le ken-ken ou kendoku est un jeu mathématique dérivé du sudoku créé par le Japonais Tetsuya Miyamoto. Le jeu consiste à compléter une grille par des chiffres en les trouvant par déduction ou par calcul. Les noms Calcudoku ou Mathdoku sont parfois utilisés par des personnes qui n'ont pas les droits pour utiliser les marques KenKen ou KenDoku.

## Description

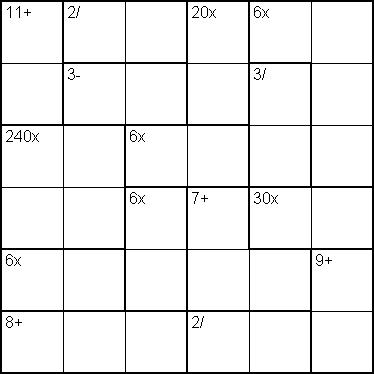
Un Ken-ken à compléter

Le ken-ken est une grille de chiffres à compléter inventée par un instituteur japonais, Tetsuya Miyamoto. Proche du sudoku, il mêle intuition, jeu de logique et jeu de calcul. C'est un puzzle pour calculer tout en s'amusant. Pour faire un ken-ken, il faut se munir d'un crayon à papier et d'une gomme.
La grille est constituée d'un nombre égal de lignes et de colonnes contenant des blocs de deux ou trois cases délimitées par un épais trait noir. Le chiffre inscrit en haut à gauche de chaque bloc est le résultat de l'opération (addition, soustraction, multiplication, division) effectuée avec les chiffres des deux ou trois cases d'un même bloc.
Comme pour le sudoku, le but du jeu est de remplir toutes les cases de la grille avec des chiffres allant de 1 à n (n étant le nombre de lignes et de colonnes du tableau) sans jamais avoir deux fois le même chiffre dans la même colonne ou sur la même ligne. Chaque grille n'a qu'une seule solution.

## Résolution

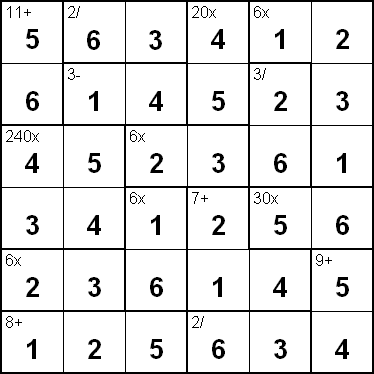
Sa solution

Pour commencer, il convient de repérer les blocs qui ne contiennent qu'une seule case. Il faut recopier dans ce bloc le petit chiffre inscrit en haut à gauche. Ensuite, il est nécessaire de faire des calculs et de compléter la grille. Si les calculs sont justes mais qu'on a quand même deux fois le même chiffre sur une ligne ou dans une colonne, il faut essayer un autre calcul. Plusieurs additions donnent le même résultat. Par exemple : 1+4 = 5 mais aussi 4+1 = 5 et 3+2=5. C'est grâce aux chiffres déjà inscrits dans la grille que l'on doit trouver la bonne solution.

## Histoire
Dans le cadre de son enseignement, Tetsuya Miyamoto, instituteur japonais, a conçu des exercices pour ses élèves en forme de grilles de jeu afin de les aider à apprendre et à réviser leurs bases de calcul tout en s'amusant. Face à l'enthousiasme de ses élèves, il a imaginé différents niveaux de difficulté. Depuis, ses ken ken rencontrent un succès croissant au Japon.
Les éditions jeunesse du Père Castor en France ont publié en juin 2008 trois cahiers sous forme de bloc-notes avec différents niveaux de difficulté.
Dans son édition du 25 décembre 2008, Le Figaro a lancé sa formule de Ken-ken, suivant l'exemple donné par The New York Times[précision nécessaire].

#### Niveau jeunesse
- Ken Ken, champion des additions / Tetsuya Miyamoto. Paris : Père Castor-Flammarion, 2008, 80 p. (Collection les activités du Père Castor).  (ISBN 978-2-08-121273-2)
- Ken Ken, champion des additions soustractions / Tetsuya Miyamoto. Paris : Père Castor-Flammarion, 2008, 80 p. (Collection les activités du Père Castor).  (ISBN 978-2-08-121275-6)
- Ken Ken, champion des multiplications / Tetsuya Miyamoto. Paris : Père Castor-Flammarion, 2008, 80 p. (Collection les activités du Père Castor).  (ISBN 978-2-08-121274-9)

#### Niveau adulte
- Ken ken : volume 1. Paris : Larousse, 2009.  (ISBN 978-2-03-584369-2)
- Ken ken : volume 2. Paris : Larousse, 2009.  (ISBN 978-2-03-584370-8)